# Boundary Creek, Alberta/Montana
Boundary Creek är ett vattendrag i Alberta, Kanada och Montana, USA.   
Trakten runt Boundary Creek består till största delen av jordbruksmark. Trakten runt Boundary Creek är nära nog obefolkad, med mindre än två invånare per kvadratkilometer.